# Siostri
Siostri (en rus: Сёстры) és un poble de l'óblast de Saràtov, a Rússia, segons el cens del 2010 tenia 207 habitants. Pertany al districte municipal d'Ivantéievka.